# Драконий глаз

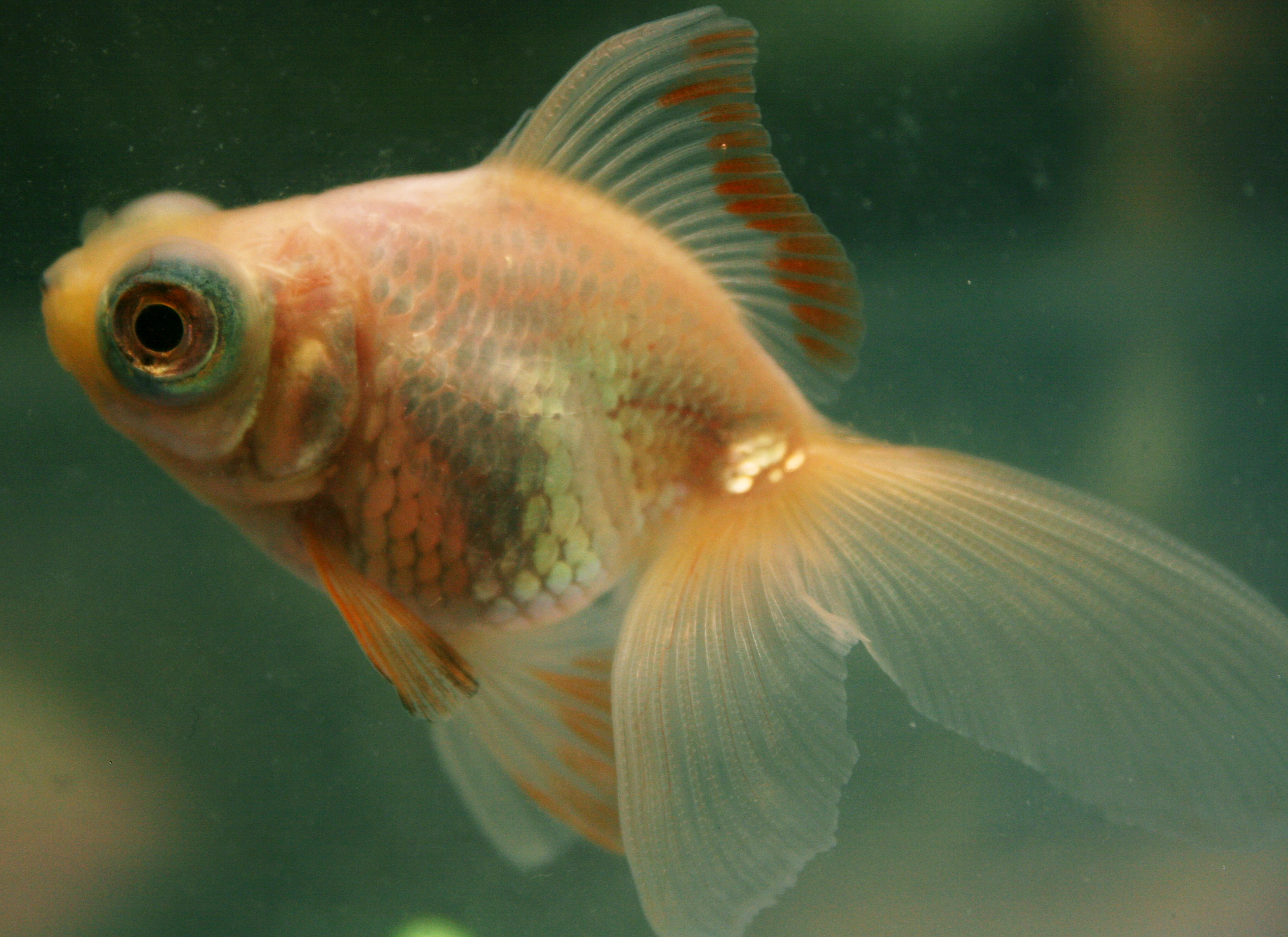

Драконий глаз — одна из искусственно культивированных декоративных пород аквариумной «золотой рыбки» (лат. Carassius gibelio forma auratus (Bloch, 1782)) разновидности телескопов, отличающаяся «уродливой» круглой формой тела и выпученных глаз, а также короткими плавниками.

## Наименования
«Драконий глаз», глаз дракона, китайский телескоп.

## История происхождения
Является разновидностью телескопов, выведенных в Китае.

## Описание
Размер рыбки достигает 20 см. Короткое сильно вздутое и изгорбленное округлое круглое тело. Плавники короткие. Большие, телескопически выпуклые глаза различного размера и формы, которые развиваются к 3—6 месяцам (в зависимости от температуры содержания).

### Окрас
Встречаются различно окрашенные особи, но в цветовых гаммах преобладают тёмные — красно-коричневые и чёрные краски. Изредка встречаются — ситцевые, красно-белые и красно-золотистые.

### Вариации
- Короткохвостые[1][2]
- «Длиннохвостые», — которых вернее было бы назвать — «широкохвостые».[3]

## Условия содержания и размножения
Телескопов содержат при:
- Жёсткость воды (gH) до 20°;
- Кислотность воды (pH) 6,5-8,0;
- Температура (t) 15-25 °C.

Требовательны к высокому содержанию кислорода в воде. Не желательно содержать в стае с другими рыбами и декорировать внутреннюю часть аквариума корягами и камнями, а иногда — и растениями. Не терпит переохлаждений.

### Кормление
К кормам неприхотливы и всеядны: едят как живую, так и растительную пищу, а также сухие корма.

### Размножение
Половозрелость телескопов и возможность их размножения наступает через год после вылупления мальков из икринок. Подготовка к нересту аналогична описанной для других карповидных: нерестовик обустраивается в центре 100—150 литрового аквариума с нерестовой решёткой, одним или двумя распылителями и пучком мелколиственных растений в центре. На одну самку двух самцов.
Плодовитость от 2 до 10 тыс. икринок. Личинка выходит через 2 суток. На 5-й день мальки начинают плавать. Кормление мальков — коловраткой.
Для разведения:
- Показатели жёсткости воды (gH) 8-15°;
- Кислотность воды (pH) 7,0-8,0;
- Температура (t) 22-28 °C.

## В аквариумистике и прудовом хозяйстве
Рыбка подходит для содержания в холодноводном аквариуме с большим пространством для свободного плавания. Красива в оранжереях. Благодаря выносливости породы, её можно содержать в декоративном пруду на улице. Предпочитает сообщество себе подобных, яркий свет и обилие свободного пространства. Эффективная фильтрация и регулярная подмена воды. При оформлении водоёма рекомендуется использовать сыпучий мелкофракционный грунт, камни, коряги, живые или пластиковые растения, в том числе плавающие. При оформлении необходимо избегать применение предметов с острыми гранями и краями, за которые вуалевые разновидности рыбок могут пораниться во время плавания и, зацепившись, оборвать плавники.